# Paraeuniphysa taiwanensis
Paraeuniphysa taiwanensis är en ringmaskart som beskrevs av Wu och He 1988. Paraeuniphysa taiwanensis ingår i släktet Paraeuniphysa och familjen Eunicidae. Inga underarter finns listade i Catalogue of Life.